# Rickman Métisse
Rickman Métisse is een Brits merk van cross- en wegmotorfietsen, die altijd gebaseerd waren op bestaande modellen of motorblokken van andere merken.
Rickman Brothers Engineering Ltd., New Milton, Hampshire, later MRD Métisse, London. 
Dit was een Engels bedrijf, in 1959 opgericht door de crossende broers Don en Derek Rickman. Zij bouwden aanvankelijk frames voor trial- en crossmotoren. Daar bouwden ze allerlei motorblokken in en uit. Natuurlijk de BSA Gold Star-eencilinders, maar ook Triumph-twins.
Hun frames kregen de naam Métisse (halfbloed) en werden geweldig populair bij crossers. Halverwege de jaren zestig bouwden de Rickman broers steeds meer wegmotoren met Honda- en Kawasaki-blokken, die ook als kit leverbaar waren. In eerste instantie werd het merk Métisse genoemd, maar de broers Rickman waren zo bekend dat hun achternaam van lieverlee de merknaam werd. In 1983 werd het bedrijf overgenomen door Pat French en veranderde de naam in MRD Métisse.

## Trivia
- Acteur Steve McQueen was naast autocoureur ook een fervent motorrijder. Hij ontwikkelde in de jaren zestig een crossmotor met een Métisse-frame en een Triumph TR6 Trophy motorblok. In 2008 bracht Métisse een serie van 300 replica's van deze motorfiets op de markt.